# Pistacia atlantica
Pistacia atlantica Desf., 1799 è una specie arborea della famiglia delle Anacardiacee conosciuta con il nome comune di albero di trementina di Cipro o albero di trementina persiana. La pianta può variare da arbusto ad albero adattato alla siccità e al clima mediterraneo. P. atlantica ha tre sottospecie o varietà che sono state descritte come cabulica, kurdica e mutica.

## Nomi
In Iran è chiamato baneh o albero di pistacchio selvatico. In Tamazight, è conosciuto come Tijjeɣt. Nelle isole Canarie è conosciuto come Almacigo, e in arabo è chiamato بطم (buṭm o buṭum). Nell'Iran meridionale, a Bandar-Abbas nella provincia di Hormozgān è chiamato kasoudang ea Bushehr o kolkhong. In Turchia è comunemente noto come melengiç. In curdo l'albero è chiamato darwan o daraban e il seme è chiamato qezwan (قەزوان). In pashtu si chiama Shanna.

## Descrizione
Pistacia atlantica è un albero a foglie caduche che cresce fino a 7 m di altezza con rami che si espandono e crescono eretti per formare una fitta corona. Il tronco è robusto e ricoperto di corteccia fessurata. I vecchi alberi possono avere tronchi di 2 m di diametro; potrebbero volerci 200 anni prima che un albero raggiunga 1 m di larghezza.
Le foglie sono pennate, ciascuna con sette-nove foglioline lanceolate. 
Le foglie e i rami hanno spesso galle quando l'albero è infestato da specie di afidi che le producono, tra cui Pemphigus utricularis, Slavum wertheimae e Forda riccobonii.
L'albero è dioico con alberi maschili e femminili che producono tipi diversi di fiori. Entrambi i tipi sono piccoli e verdastri e cadono rapidamente. Sono stati visti alberi monoici ed ermafroditi, ma non sono comuni.
Il frutto oblungo, carnoso e oleoso portato dall'albero femminile è lungo da 6 a 8 mm e di colore rosa, che a maturazione vira al blu.
Cresce lentamente e può raggiungere i 1000 anni. Ha corteccia spezzata di colore grigio cenere. I rami più vecchi hanno lo stesso disegno, fratturato e color cenere, che conferisce all'albero un aspetto brizzolato. Le foglie sono ovali, quasi sessili, lucenti superiormente, e verde scuro, con sette-nove foglioline, imparipennate con piccioli un po' alati, fiori in racemi lassi, il maschile e il femminile su alberi diversi.
I fiori sono unisessuali, piccoli, di un verde discreto, spessi come frutti di pisello, poi virano al blu rossastro. Nelle zone più fredde le foglie spuntano a maggio e cadono a novembre. Sebbene dioico, in alcune comunità i maschi dominano in numero gli esemplari femminili. Cresce nei boschi di querce e querce sclerofille. I frutti maturano da luglio a ottobre; l'albero inizia a dare frutti all'età di 8-10 anni, con frutti abbondanti dopo 2-3 anni.

## Distribuzione e habitat
L'areale della specie comprende le isole Canarie, il Nord Africa (Marocco, Algeria, Tunisia e Libia), la Grecia, Cipro, la Turchia, il Medio Oriente, la penisola arabica e l'Asia occidentale sino all'Himalaya occidentale.
Si trova nelle foreste termofile, fino a 600 m di altitudine.

## Conservazione
La Lista rossa IUCN classifica Pistacia atlantica come specie prossima alla minaccia di estinzione (Near Threatened).

## Usi
Questo pistacchio selvatico è l'albero economicamente più importante in molte parti dell'Iran, compresi i monti Zagros, dove viene gestito come un prezioso albero forestale. La resina e l'olio di frutta sono stati storicamente utilizzati per una varietà di scopi medicinali. La resina, conosciuta in Iran come saqez, è ancora un bene importante.
Un uso importante è quello di combattere l'erosione del suolo. Rinforza il suolo, e viene utilizzato per il rimboschimento di pendii aridi e ripidi e contro gli smottamenti. È più forte del Pistacia terebinthus, e viene utilizzato come portainnesto in Ucraina e negli Stati Uniti per la coltivazione della Pistacia vera, ma resiste al gelo meglio di P. terebinthus.
La resina viene utilizzata per produrre alcol e lacca. I suoi oli essenziali sono utilizzati nell'industria dei profumi. Le foglie sono ricche di tannini, fino al 20% nelle galle causate da un afide parassita, utilizzato come materia prima per la concia nell'industria della pelle. La linfa viene essiccata e utilizzata come incenso; e il suo fumo sprigiona un gradevole odore nell'ambiente locale per celebrazioni e cerimonie religiose, come "incenso". I tannini delle galle venivano usati per l'abbronzatura.

### Usi alimentari
I frutti di pistacchio sono una fonte di cibo nella zona, ma il pistacchio più comunemente coltivato, P. vera, è più pregiato per la produzione alimentare. I semi del pistacchio sono oleosi e commestibili, come le noci, e contengono fino al 60% di grassi. Le caramelle fatte con P. atlantica in turco si chiamano tsukpi. A volte, il frutto immaturo viene raccolto e mangiato con latte acido. La pianta contiene una resina, usata come gomma da masticare a Kevan, in Turchia, dove viene chiamata albero della gomma di kevove.
È stato segnalato che la gomma di mastice dell'albero ha una significativa attività antimicrobica e antimicotica. Sono stati identificati ventisei composti nell'estratto di esano. I composti principali erano α-pinene 57,06%, β-pinene 9,83%, trans-pinocarveolo 2,95%, trans-verbenolo 3,97%, α-Phellandren-8-olo 3,81%. Inoltre, P. atlantica var. kurdica conteneva diversi composti chimici che sono stati segnalati come benefici per la salute. Dal sapore acquoso, la resina della cultivar P. atlantica kurdica (che si trova in Kurdistan) viene utilizzata come gomma da masticare per alleviare il disagio addominale superiore, i dolori di stomaco, la dispepsia e l'ulcera peptica.
È usato in un alimento nella provincia di Fars in Iran, chiamato "OuBanneh" (اوبنه).
I frutti crudi del pistacchio selvatico non sono graditi come cibo e si dice che sappiano di trementina. Contengono circa il 45% di olio.

### Uso ornamentale
Pistacia atlantica è piantata come albero ornamentale da ombreggiatura e tollerante la siccità in giardini e parchi In California è importato per essere utilizzato come portainnesto per alberi di pistacchio coltivati (Pistacia vera). Entrambe le introduzioni hanno portato alla sua diffusione e allo stato attuale di specie invasiva occasionale in California.